# كيفن موهير
كيفن موهير (مواليد 17 أكتوبر 1998) هو لاعب كرة قدم رواندي يلعب كلاعب خط وسط في نادي رايون سبورتس إف سي.

## حياته المهنية
بدأ موهير مسيرته مع نادي إيسونجا الرواندي. ساعد النادي على تحقيق الصعود. في عام 2015، وقع مع نادي رايون سبورتس الرواندي. ساعد النادي على الفوز بالدوري. في عام 2019، وقع مع نادي مصر للمقاصة المصري. بعد ذلك، تم إعارته إلى نادي الداخلية المصري. في عام 2020، تم إعارته إلى نادي طلائع الجيش المصري. بعد ذلك، وقع مع نادي صحم العماني. في عام 2021، عاد إلى نادي رايون سبورتس الرواندي. في عام 2022، وقع مع نادي اليرموك الكويتي. في عام 2023، عاد إلى نادي رايون سبورتس الرواندي. وُصف بأنه "يُعتبر أحد أفضل لاعبي النادي" أثناء اللعب معهم. حصل على جائزة أفضل لاعب في رايون سبورت لموسم 2023/24. كان قائدًا للنادي.
موهير لاعب دولي رواندي. كان سابقًا لاعبًا دوليًا لمنتخب رواندا للشباب. لعب مع منتخب رواندا الوطني تحت 17 عامًا، ومنتخب رواندا الوطني تحت 20 عامًا، ومنتخب رواندا الوطني تحت 23 عامًا. شارك مع منتخب رواندا الوطني في كأس شرق ووسط أفريقيا لكرة القدم 2015.

## الحياة الشخصية
ولد موهير في 17 أكتوبر 1998 في كيجالي، رواندا. التحق بمجموعة مدرسة مبورابوتورو في رواندا. بعد ذلك التحق بمدرسة ايه بي أي روجونجا في رواندا. درس التاريخ والاقتصاد والجغرافيا. وهو ابن إيفاريست نسينغيومفا وغاسيغوا مورورونكوير. لقد اعتبر اللاعب الدولي الإسباني تشافي مثله الأعلى في كرة القدم. لقد كان مؤيدًا لفريق مانشستر يونايتد الإنجليزي في الدوري الإنجليزي الممتاز.